# Museet for Fotokunst
Museet for Fotokunst blev oprettet i 1987 i Brandts Klædefabrik nu kaldet Brandts i Odense og var et statsanerkendt kunstmuseum med speciale i fotografi. I 2014 blev Museet for Fotokunst nedlagt som selvstændigt museum, og blev en del af det samlede kunstmuseum Brandts.
Institutionens formål var at udbrede kendskabet til dansk og international samtidsfotografi ved hjælp af udstillinger, publikationer og andet.
Blandt andet har museet siden 1988 tre gange om året udsendt tidsskriftet Katalog, hvor hovedsproget er engelsk.
Museet har en fotografisamling med værker af mere end tusind fotografer. Samlingen er opbygget ved erhvervelser og donationer. 
Et større initiativ var fotofestivalen Fototriennale, som blev afholdt fem gange mellem 2000 og 2012.